# Clotilda (schip)
De Clotilda was het laatst bekende slavenschip dat in de Verenigde Staten aankwam. Het arriveerde op 12 juli 1860 en had 110 Afrikanen aan boord die als slaafgemaakten naar Alabama moesten. Van hun gedwongen Atlantische overtocht zijn eerstehands getuigenissen overgeleverd. In 2019 is het scheepswrak teruggevonden.

## Geschiedenis
De plantage-eigenaar, eigenaar van een houtzaagmolen en scheepsbouwer kapitein (Captain) Timothy Meaher stuurde 3 maart 1860 de omgebouwde schoener Clotilda naar Afrika om daar in het Koninkrijk Dahomey (Slavenkust) Afrikaanse slaven te kopen. De houten schoener was een tweemaster van 26 meter lang en 7 meter breed, in 1855 gebouwd door William Forster en aangekocht voor 35.000 $.
Omdat in de Verenigde Staten in 1808 de invoer van slaven uit Afrika was verboden (Act Prohibiting Importation of Slaves) liep Meaher het risico dat hij met het schip de lading moest terugbrengen naar Afrika.
Toch voer de Clotilda uit onder leiding van kapitein William Foster, hij kocht voor 9000 $ in goud 110 Afrikaanse stamleden die door oorlogvoerende stammen als krijgsgevangen werden verkocht op de markt van Ouidah, in huidig (2021) Benin.
(Tussen 1724 en 1727 werden door koning Agadja de gebieden tussen het koninkrijk en de Atlantische Oceaan veroverd om zo directe handel met de Europeanen te kunnen bedrijven.)
De marktwaarde van de slaven was in die jaren enorm gestegen, gemiddeld 1200$ per persoon, totaal ongeveer 180.000 $, een zeer winstgevende onderneming.
De ruimte waar de slaven gedurende reis verbleven was 7 * 6 * 2 meter (l*b*h); desondanks stierf er slechts een meisje tijdens de overtocht.
Na aankomst in Alabama voer het schip 's nachts de Mobile Bay op en daarna de Mobile, daar werden de slaven verdeeld tussen Foster en Meahers, een deel werd doorverkocht.
Foster beval de Clotilda verder stroomopwaarts te varen en in brand te steken, de plaats van het gezonken schip was tot 2019 onbekend.
De hele actie was bedoeld de illegale reis te verbergen, maar enkele dagen later berichtte de Montgomery Weekly Post op woensdag 18 juli dat de Clotilda in Mobile was aangekomen met aan boord 124 slaven.
Meaher werd aangeklaagd, berecht maar niet veroordeeld en werd zelfs verheven tot een nationale held.
Na de Amerikaanse Burgeroorlog werden de slaven door troepen van Noordelijke staten bevrijd en de overlevenden van Clotilda wilden terugkeren naar Afrika.
Het ontbrak hen echter aan de middelen daarom vestigden ze zich in een nederzetting die de naam Africatown kreeg (opgenomen in het huidige Mobile City), er werd daar nog tientallen jaren Afrikaanse talen gesproken.

## Onderzoek
In 2008 werd een project gestart om de internationale slavenhandel te onderzoeken op grond van archeologische vondsten van gezonken slavenschepen.
In 2017 werd bij extreem laag water een wrak gevonden wrak nabij Bayou Connor, de plaats waarvan werd gedacht waar het schip tot zinken was gebracht. Het bleek echter om een ander, groter schip te gaan.
Het Slave Wrecks Project (SWP) werd vanaf 2018 gesteund door het Smithsonian's National Museum of African American History and Culture,
het project werd toen gefinancierd door vier instellingen (George Washington University, de US National Park Service, de Iziko South African Museum en Diving with a Purpose)
en een groot aantal lokale en regionale partners.
Na een jaar van historisch en archeologisch onderzoek werd in 2019 de Clotilda op de bodem van de rivier Mobile gevonden. Het wrak bleek nog voor groot deel intact.
Alleen het bovenste gedeelte ervan is vergaan, twee derde deel van het schip onder het dek, dat door modder was bedekt, was na meer dan 150 jaar redelijk goed bewaard gebleven.
Verder onderzoek zal plaatsvinden, de plaats van het wrak en het wrak werden wettelijk beschermd. In november 2021 werd de Clotilda toegevoegd aan het National Register of Historic Places.

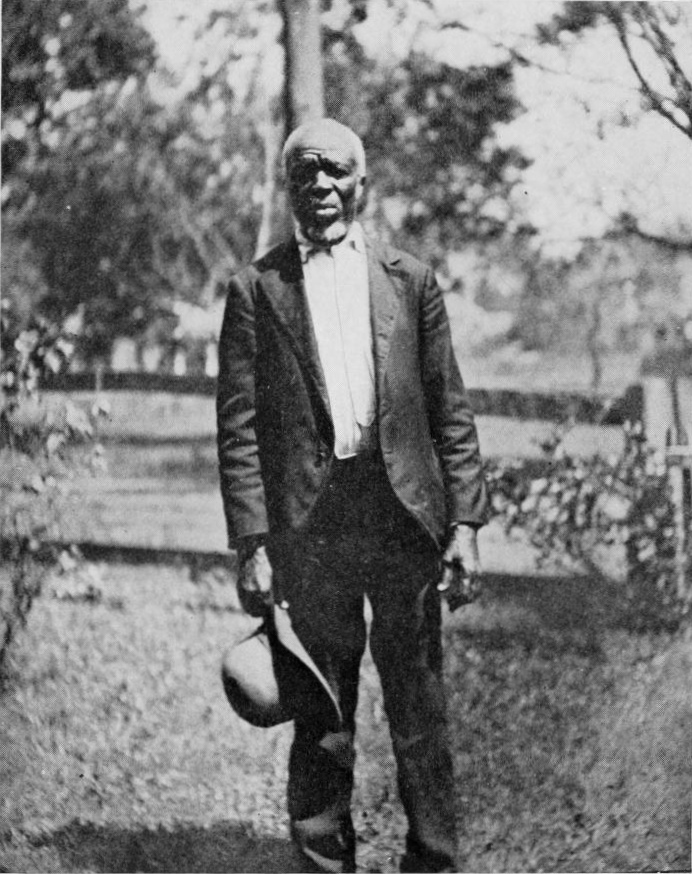
Cudjoe Kazoola was een van de laatste overlevenden van de Clotilda-slaven.
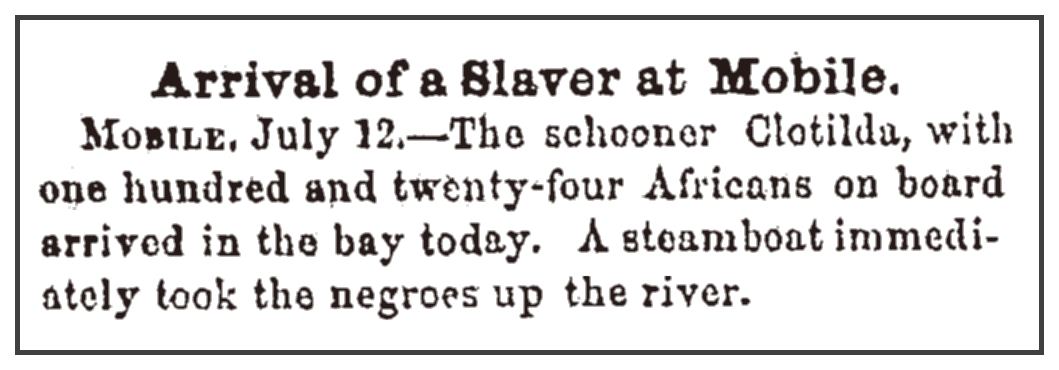
Clotilda, aankomst (Montgomery Weekly Post, 18 juli 1860)
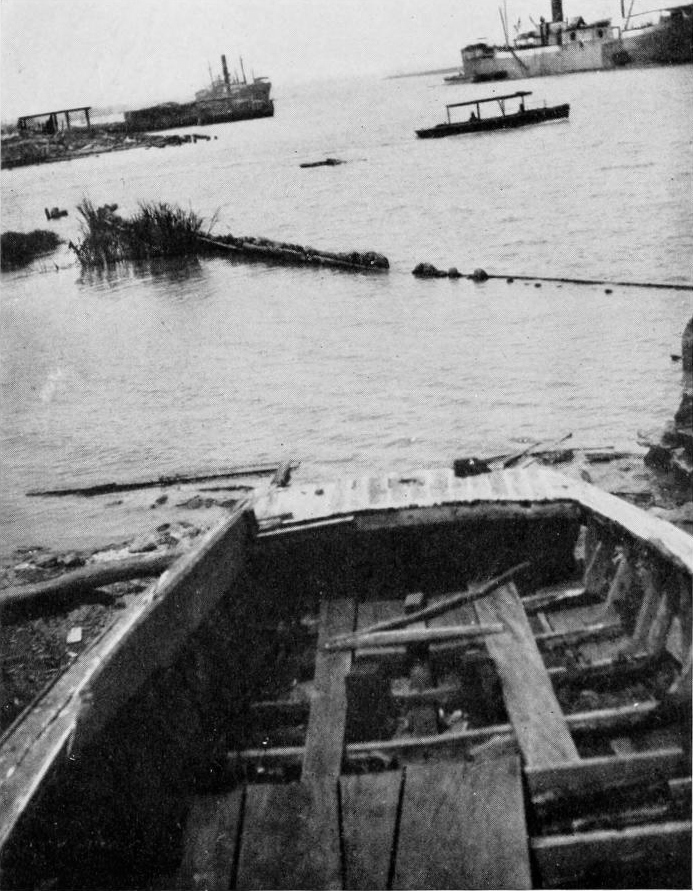
Wrak van de vermeende Clotilda gevonden in 2017

## Trivia
- Het verhaal doet de ronde dat Timothy Meaher een weddenschap aanging met enkele Noordelijke zakenlieden en duizend dollar had ingezet om een lading Afrikaanse slaven naar Alabama te smokkelen zonder dat de federale beambten dat bemerkten.